# Acer TravelMate
Acer TravelMate — лінійка портативних комп’ютерів, що виробляється Acer Inc. і орієнтована переважно на бізнес-користувачів та освітні заклади. Ноутбуки цієї серії відомі своєю надійністю, стриманим дизайном та збалансованими технічними характеристиками.

## Історія
Лінійка TravelMate з’явилася у кінці 1990-х років як відповідь на потребу у доступних, але функціональних ноутбуках для професійного використання. Протягом років серія зазнала численних оновлень, зберігаючи фокус на продуктивності, ергономіці та мобільності. Раніше частина моделей TravelMate випускалася під брендом Texas Instruments, але після придбання відповідного підрозділу Acer продовжила їх виробництво. 

## Характеристики
Залежно від моделі, ноутбуки TravelMate можуть включати такі характеристики:
- Процесори Intel Core або AMD Ryzen;
- Оперативна пам’ять до 32 ГБ;
- Твердотільні накопичувачі (SSD);
- Дисплеї від 11,6 до 16 дюймів із роздільністю Full HD або вище; [3]
- Тривалий час автономної роботи;
- Підвищений захист даних та можливість апаратного шифрування;
- Операційні системи Windows або ChromeOS (у деяких освітніх моделях).[4]

## Позиціювання
На відміну від лінійки Acer Aspire, що орієнтована на домашніх користувачів, TravelMate створений для робочого середовища. Основну аудиторію складають працівники офісів, викладачі, студенти, а також державні установи, які потребують стабільної роботи та мінімалістичного дизайну без надмірностей. 

## Популярні моделі
- TravelMate P2 — доступна серія для малого бізнесу та навчання; [6]
- TravelMate P4 — середньоціновий сегмент з покращеним захистом та автономністю; [7]
- TravelMate Spin — моделі з сенсорними екранами та можливістю трансформації в планшет; [8]
- TravelMate B3 — ноутбуки для початкової освіти з ударостійким корпусом. [9]

## Критика та відгуки
Серія TravelMate отримала визнання за якісну збірку, стабільну продуктивність та співвідношення ціни і якості. Серед недоліків деякі користувачі зазначають обмежений дизайн та не найвищу яскравість екранів у базових конфігураціях. Проте для цільової аудиторії ці недоліки часто не є критичними.  